# 포켓몬센터

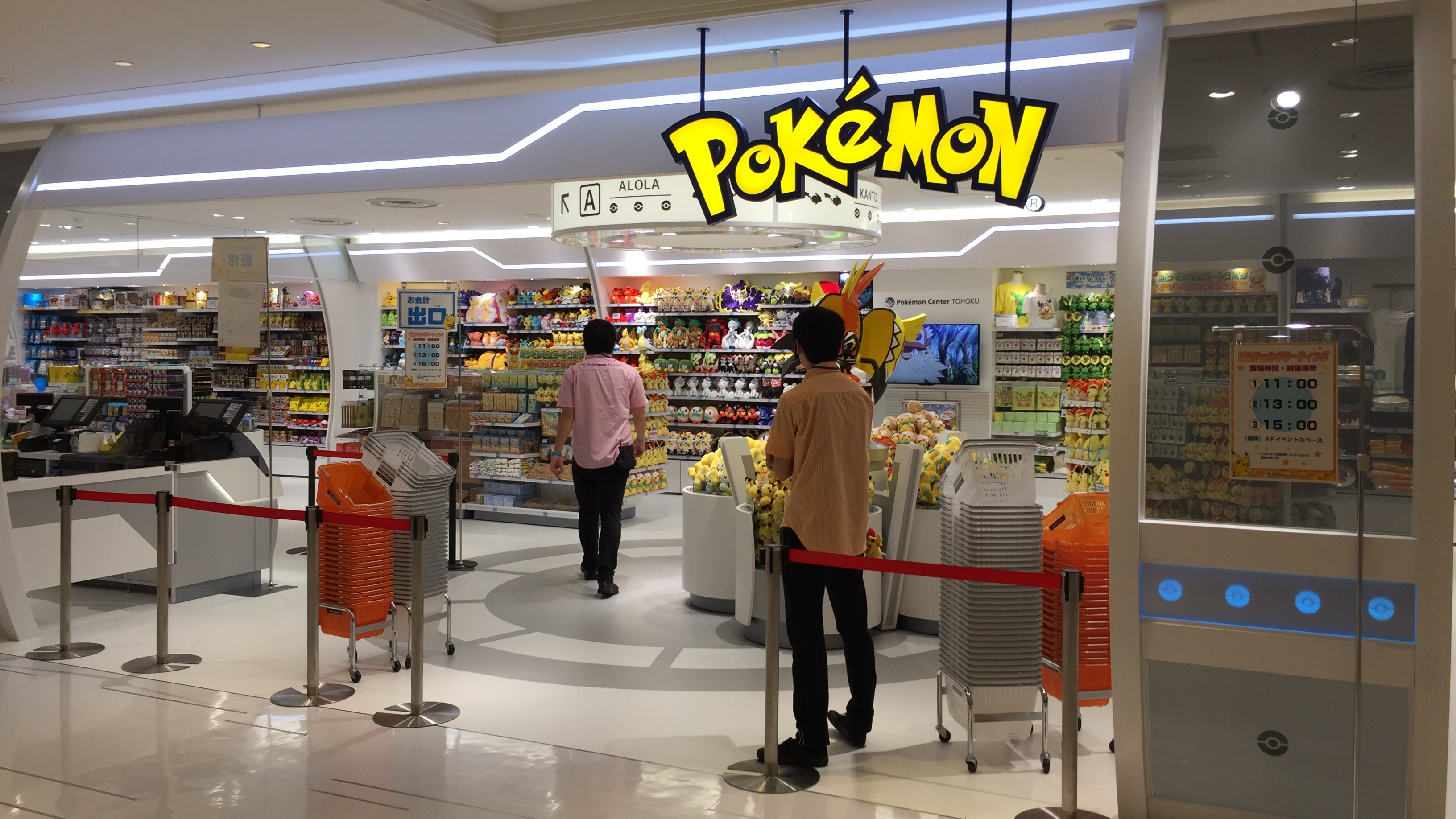
센다이 파르코 본관 8층에 있는 포켓몬센터

포켓몬센터(일본어: ポケモンセンター 포케몬센타[*], 영어: Pokémon Center)는 주식회사 포켓몬이 운영하는 포켓몬스터 관련 상품을 판매하는 전문점이다. 오리지널 상품을 포함하여 수많은 포켓몬 상품이나 포켓몬의 게임 소프트 및 게임기 등을 판매한다. 포켓몬스토어(ポケモンストア)는 주식회사 포켓몬이 포켓몬 점포 운영 사업의 새로운 업태로 출점하고 있는 소형 점포로, 2013년 12월 이후 일본의 주요 터미널 및 정령지정도시를 중심으로 출점하고 있다.
일본 내의 포켓몬센터는 도쿄 (4개점), 삿포로시, 센다이시, 후나바시시, 요코하마시, 나고야시, 교토시, 오사카시 (2개점), 히로시마시, 후쿠오카시에 상설 매장이 있다. 일본을 제외하고 다른 나라에는 싱가포르 주얼 창이에 상설 매장이 있다.

## 점포

### 포켓몬센터 메가 도쿄
도쿄도 토시마구 히가시 이케부쿠로 3초메 선샤인시티 2층에 위치해있다.

### 포켓몬센터 오사카
오사카부 오사카시 키타구 우메다 3초메 다이마루 백화점 우메다점 13층에 위치해있다. 1998년 11월 14일에 개점했으며, 2010년 11월 26일에 우메다 센터 빌딩에서 현위치로 이전했다.